# Jens Høyer Hansen
Jens Høyer Hansen (født 14. juli 1940 i Gram, død 10. august 1999) var en dansk juvelér, der bosatte sig i New Zealand og udførte det meste af sit velkendte arbejde i Nelson, New Zealand. Hansen var en af en række europæisk-uddannede juvelerer, der kom til New Zealand i 1960'erne og omdannede den samtidige smykkekunst i landet, herunder Tanya Ashken, Kobi Bosshard og Gunter Taemmler.
Han var designeren og skaberen af rekvisitringen, der blev brugt som Herskerringen i Peter Jacksons filmtrilogier Ringenes Herre og Hobbitten.

## Baggrund
Hansen blev født i Gram i 1940 og flyttede til New Zealand med sine forældre og søskende i 1952.
Efter at have gennemført en traditionel lærlingeuddannelse som juveler hos Sweeney's Jewellers i Auckland, afholdt han sin første soloudstilling i New Vision Gallery i 1960. Derefter vendte han tilbage til Europa og arbejdede mellem 1962 og 1965 hos hofjuveler A. Michelsen og på guldsmed Per Borups værksted i Store Kongensgade i København. Han tog også aftenkurser på Kunsthåndværkerskolen i København. Han giftede sig med Gurli Winter i 1965, og de rejste sammen til New Zealand og åbnede deres første smykkevirksomhed i Glen Eden, Auckland, før han flyttede til Nelson i 1968.
Hans første værksted i Nelson var oprindeligt i parrets eget hjem i Alton Street. Han flyttede efterfølgende til Hardy Street i 1970 og derefter til den nuværende placering på hjørnet af Selwyn Place og Trafalgar Square tre år senere.
I 1975 modtog han dronning Elizabeth II's kunstråds rejsestipendium for at arbejde som gæst ved Guldsmedehøjskolen i København og forlod New Zealand igen i to år.
Da han vendte tilbage til Nelson med Gurli og sine to sønner Halfdan og Thorkild, blev han, sammen med Gavin Hitchings, central i etableringen af juvelerkurser ved Nelson Polytechnic (nu Nelson Marlborough Institute of Technology).
I løbet af 1980'erne tjente han som rådgiver for dronning Elizabeth II's kunstråd i New Zealand og var stiftende medlem af Details, the Jewellers, Bone and Stone Carvers of New Zealand.
I de tidlige 1990'ere tjente han som residerende kunstner ved Otago Polytechnic i Dunedin. 
I hele sin levetid udstillede han bredt i over 30 soloudstillinger og deltog i et stort antal gruppeudstillinger i New Zealand, Australien og Europa.

## Kendte værker
Jens var kendt for sin kreative og moderne tilgang til traditionelt skandinavisk smykkedesign. Nogle af hans kendte værker inkluderer:
- Herskerringen, en 18 karat rekvisitguldring til filmtrilogierne Ringenes Herre og Hobbitten[6]
- Jens Hansen Legacy-samlingen (tidligere 40-års jubilæumsamlingen)[7]
- To sølvsmykkestykker i den permanent samling hos Museum of New Zealand Te Papa Tongarewa, New Zealands nationalmuseum[8]
- The Golden Kiwi [9]

## Herskerringen
Peter Jacksons art direction-hold henvendte sig første gang til Jens Hansen i marts 1999 og bad ham om et design, der kunne leve op til magten og tilstedeværelsen af den sagnomspundne ring i J. R. R. Tolkiens historie. 15 prototyper blev indsendt, alle kendetegnet ved Jens' skulpturelle enkelhed i designet, og hver med forskelligt udseende, vægt og finish. Fra denne samling af prototyper blev det endelige design af "Filmringen" valgt.
40 variationer af Herskerringen var nødvendige til optagelserne – fra massive guldversioner til små Hobbit-fingre til den snurrende ring, der blev optaget til prologen i den første film.
Ringen, der blev optaget til filmene, blev ikke lavet med nogen inskription på elversprog. Inskriptionerne, der vises i nogle få særlige øjeblikke i Ringenes Herre-trilogien, blev computergenereret i postproduktion. I Hobbitten-filmene vises inskriptionerne på elversprog aldrig.
I 1999 blev han diagnosticeret med kræft og døde i august samme år, før han fik lejlighed til at se sine ringe i filmene.

## Jens Hansen-værkstedet
Jens Hansens værksted i Nelson ligger på hjørnet af Trafalgar Square og Selwyn Place.
Jens Hansen oprettede sit første Nelson-værksted i sit og hustruen Gurlis hjem i Alton Street, Nelson i 1968. Det flyttede til Hardy Street i 1970 og derefter til dets nuværende placering tre år senere. Jens' ældste søn Halfdan Hansen driver Jens Hansen-værkstedet, der er kendt som Nelsons mest etablerede og eneste internationalt anerkendte kunsthåndværkersmykkeværksted. I dag genskaber de to kvalificerede interne juvelerer Zane Colegate og Simon Colegate Jens' originale design og designer ved hjælp af moderne smykkefremstillingsteknikker nye Jens-inspirerede smykkestykker.
I dag kommer folk fra hele verden for at besøge Jens Hansen-værkstedet, efter værkstedet er blevet velkendt for, at Jens Hansen designede og skabte Herskerringen til filmtrilogierne Ringenes Herre og Hobbitten.

## Legacy-samlingen
Jens Hansen Legacy-samlingen markerer fire årtier med tidløst design. Samlingen er et udvalg af autentiske design, der er genskabt i hånden fra Jens' originale produktionsnoter og inkluderer klassiske eksperimentelle Jens-stykker.
Jens' arbejde havde altid en konstant understrøm af dansk arkitektonisk enkelhed, men han kunne godt lide konstant at skubbe grænserne for design. For at markere Jens Hansens 40-års jubilæum i Nelson i 2008 blev der valgt specifikke design, hvis form gennemlevet og trodset mode, men ikke var blevet lavet i årtier. Disse blev genskabt som Legacy-samlingen. Hvert år omkring tidspunktet for Jens' fødselsdag udvides samlingen.